# Torcy-le-Grand (Seine-Maritime)
Torcy-le-Grand ist eine französische Gemeinde mit 793 Einwohnern (Stand: 1. Januar 2022) im Département Seine-Maritime in der Region Normandie (vor 2016 Haute-Normandie). Sie gehört zum Arrondissement Dieppe und zum Kanton Luneray (bis 2015 Kanton Longueville-sur-Scie). Die Einwohner werden Torcéens genannt.

## Geographie
Torcy-le-Grand liegt etwa 22 Kilometer südsüdöstlich von Dieppe im Pays de Caux an der Varenne. Umgeben wird Torcy-le-Grand von den Nachbargemeinden Torcy-le-Petit im Norden, Les Grandes-Ventes im Osten, Muchedent im Süden, Saint-Honoré im Westen und Südwesten sowie Sainte-Foy im Westen und Nordwesten.

## Bevölkerungsentwicklung
| Jahr                      | 1962 | 1968 | 1975 | 1982 | 1990 | 1999 | 2007 | 2015 |
| Einwohner                 | 587  | 576  | 589  | 611  | 628  | 720  | 718  | 736  |
| Quelle: Cassini und INSEE |      |      |      |      |      |      |      |      |

## Sehenswürdigkeiten

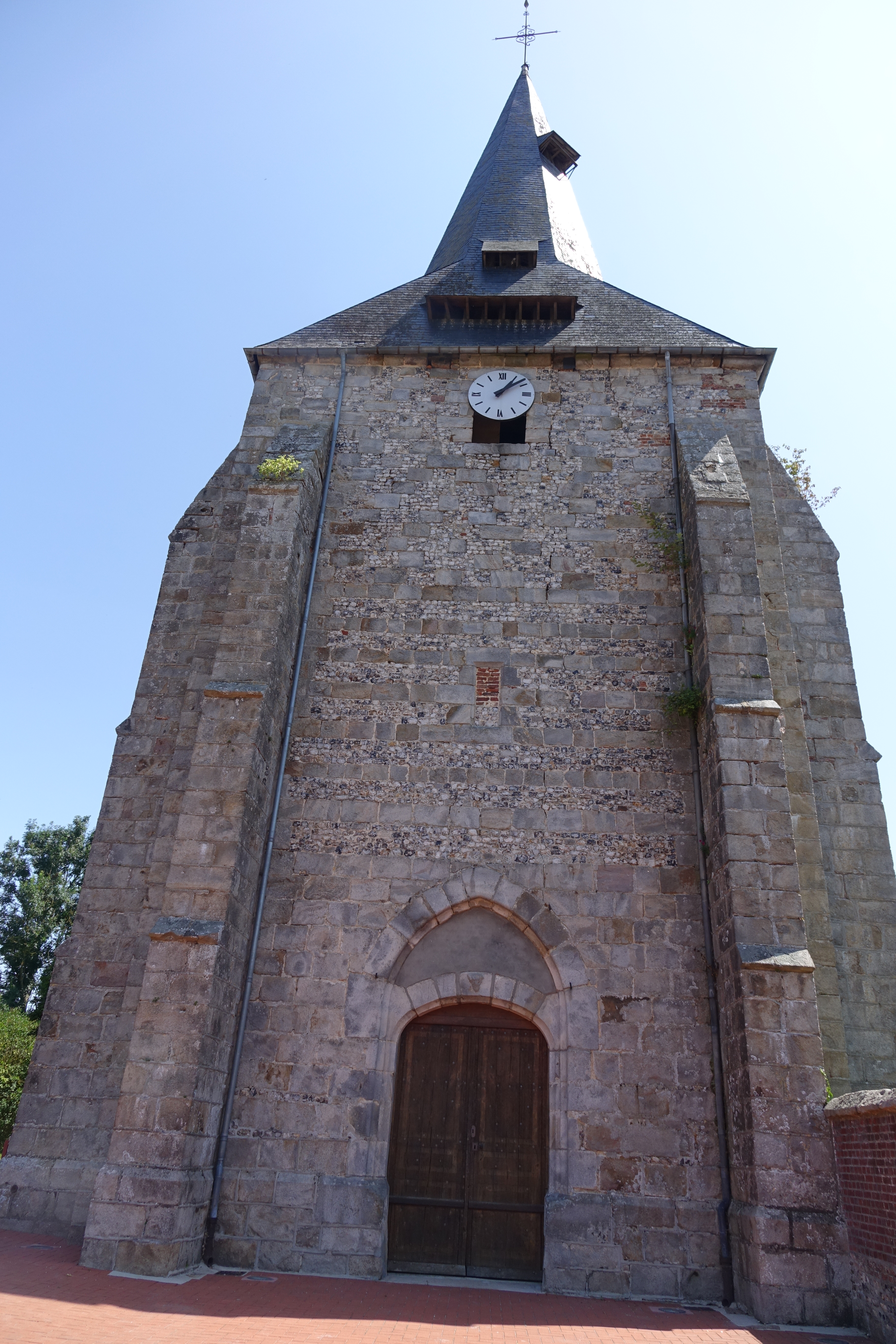
Kirche Saint-Ribert

- Kirche Saint-Ribert